# Robert Wychera
Robert Wychera (* 20. Juli 1937; † 15. September 2022) war ein österreichischer Jurist. Als Bankmanager war er Generaldirektor der Österreichischen Volksbanken-Aktiengesellschaft, Generaldirektor-Stellvertreter der Raiffeisen Zentralbank Österreich und Vorstand von Oikocredit Austria.

## Leben und Ausbildung
Wychera studierte Rechtswissenschaften, absolvierte 1960 bis 1961 das Gerichtsjahr und trat anschließend in die Genossenschaftliche Zentralbank (später Raiffeisen Zentralbank Österreich) ein. Er war mit Hedwig (* 3. April 1939) verheiratet.
Seit 1955 war er Mitglied der katholischen Studentenverbindung KÖHV Franco-Bavaria Wien im ÖCV.

## Berufliches Wirken
Wychera war von 1961 bis 1979 in der Genossenschaftlichen Zentralbank beschäftigt, zuletzt als Kreditdirektor. 1979 wurde er zum Generaldirektor der Österreichischen Volksbanken-Aktiengesellschaft bestellt und er übte dieses Amt bis 31. Oktober 1985 aus. Danach war er von 1986 bis 1991 Geschäftsführer der Raiffeisen-Leasing, 1987 bis 1991 Vorstandsmitglied der Raiffeisen Zentralbank Österreich, dort ab 1988 auch Generaldirektor-Stellvertreter. 1991 trat Wychera im Alter von 54 Jahren in den Ruhestand.

## Entwicklungshilfeengagement
Wychera engagierte sich im Ruhestand für Entwicklungsprojekte im Entwicklungshilfeklub Wien mit dem Verantwortungsbereich Village Reconstruction Organisation in Indien. Von 1996 bis 2002 war er Vorstandsmitglied im Internationalen Vorstand von Oikocredit, einer ökumenischen Entwicklungskreditgenossenschaft, die Kredite an unbankable poors im Süden vergibt. Von 2002 bis 2008 war er Vorstandsvorsitzender der als Verein organisierten Oikocredit Austria.

## Veröffentlichungen
- Robert Wychera: Auswirkungen des neuen Kreditwesengesetzes, in: Vorträge und Aufsätze des Forschungsvereins für Genossenschaftswesen der Universität Wien, Heft 9, Wien 1980
- Robert Wychera: Der dezentrale Verbund von Genossenschaftsbanken im Gegensatz zum zentralen Filialsystem, in: Österreichisches Bank-Archiv, Österreichische bankwissenschaftliche Gesellschaft (BWG), Heft 1, Jahrgang 1984, S 14 bis 20, Wien 1984
- Robert Wychera: Teilen – und Dörfer bauen in Indien, Gastkommentar in: Österreichische Raiffeisenzeitung Nr. 3 vom 16. Jänner 1997, Wien 1997
- Robert Wychera: Interview, Auslandsdienst der Raiffeisenorganisation, Nr. 73, Oktober 1996, Wien 1996
- Robert Wychera: Ein Haus in Indien, Auszug aus einem Artikel im Top-Gewinn, Jänner 1996, Wien 1996